# Elezioni parlamentari in Serbia del 2014
Le elezioni parlamentari in Serbia del 2014 si sono tenute il 16 marzo. Essi si sono tenute anticipatamente due anni dopo le precedenti consultazioni. La coalizione guidata dal Partito Progressista Serbo di Aleksandar Vučić ha vinto le elezioni ottenendo la maggioranza assoluta dei seggi.

## Risultati
| Il futuro in cui crediamo (SNS - SDPS - NS - PS - SPO - DHSS - PSS - NSS)        | 1 736 920 | 49,96 | 158 |  |  |  |
| SPS - PUPS - JS                                                                  | 484 607   | 13,94 | 44  |  |  |  |
| Col Partito Democratico per una Serbia Democratica (DS - NS - DSHV - BS - Sloga) | 216 634   | 6,23  | 19  |  |  |  |
| NDS-Z - LSV - ZZS - VMDK - ZZV - DLR                                             | 204 767   | 5,89  | 18  |  |  |  |
| Partito Democratico di Serbia                                                    | 152 436   | 4,38  | –   |  |  |  |
| Dveri                                                                            | 128 458   | 3,69  | –   |  |  |  |
| LDP - BDZS - SDU                                                                 | 120 879   | 3,48  | –   |  |  |  |
| Regioni Unite di Serbia                                                          | 109 167   | 3,14  | –   |  |  |  |
| Alleanza degli Ungheresi di Voivodina                                            | 75 294    | 2,17  | 6   |  |  |  |
| Dosta je bilo                                                                    | 74 973    | 2,16  | –   |  |  |  |
| Partito Radicale Serbo                                                           | 72 303    | 2,08  | –   |  |  |  |
| Partito d'Azione Democratica del Sangiaccato                                     | 35 157    | 1,01  | 3   |  |  |  |
| Coalizione degli Albanesi della Valle di Preševo (PDD)                           | 24 301    | 0,70  | 2   |  |  |  |
| Terza Serbia                                                                     | 16 206    | 0,47  | –   |  |  |  |
| Partito Russo                                                                    | 6 547     | 0,19  | –   |  |  |  |
| Partito Montenegrino - Partito Comunista                                         | 6 388     | 0,18  | –   |  |  |  |
| Fronte Patriottico (SSJ - SSZ - NPPS - SPSS)                                     | 4 514     | 0,13  | –   |  |  |  |
| Tutti Insieme (BDZ - MPSZ - DZH - MRM - MEP)                                     | 3 983     | 0,11  | –   |  |  |  |
| Gruppo Cittadino di Tutte le Nazioni e le Nazionalità (RDS - SDS)                | 3 182     | 0,09  | –   |  |  |  |
| Totale                                                                           | 3 476 716 | 100   | 250 |  |  |  |
|                                                                                  |           |       |     |  |  |  |
| Voti non validi                                                                  | 115 659   | 3,22  |     |  |  |  |
| Votanti                                                                          | 3 592 375 |       |     |  |  |  |

## Situazione politica
Dopo le elezioni generali del 2012 il Partito Progressista Serbo (SNS, moderato di centro-destra) aveva ottenuto la maggioranza creando una coalizione di governo con il blocco guidato dal Partito Socialista di Serbia (SPS-PUPS-JS) e altri. Come premier fu scelto il leader dei socialisti Ivica Dačić, mentre Aleksandar Vučić presidente del SNS divenne primo vicepremier.
Il Partito Democratico (DS) era pertanto passato all'opposizione di questo governo, però guidato dal sindaco di Belgrado Dragan Đilas era riuscito fino all'ottobre 2013 a mantenere il governo della capitale; i dissidi interni al partito e l'indebolimento di Đilas, causarono però la caduta della sua amministrazione cittadina.
Intanto il SNS forte della guida del governo e della cavalcanate popolarità del proprio leader Vučić, decise di sfruttare il momento favorevole e nel gennaio 2014 raggiunse un accordo coi socialisti che poneva fine alla maggioranza. Il 29 gennaio il presidente della repubblica Tomislav Nikolić indisse elezioni anticipate il 16 marzo.

## Partiti e coalizioni
Il Partito Progressista Serbo (SNS) ha deciso di creare una lista elettorale chiamata "Aleksandar Vučić - Il futuro in cui crediamo" insieme a Nuova Serbia e Movimento dei Socialisti (che erano già alleati coi progressisti nel 2012), a cui si sono aggiunti il Partito Socialdemocratico di Serbia e il Movimento del Rinnovamento Serbo-Partito Democratico Cristiano di Serbia. Le Forze di Serbia, il Partito Popolare dei Contadini, la Coalizione dei Rifugiati, la Associazione degli imprenditori e il Partito Popolare Bosgnacco, non partecipano direttamente alla coalizione ma hanno espresso i propri candidati su questa lista. Oltre a ciò i progressisti hanno ottenuto l'endorsment di molti altri piccoli partiti (che comunque non esprimeranno candidati) quali il Partito Democratico del Sangiaccato, il Partito Popolare del Sangiaccato, l'Iniziativa Civica di Gora e il Movimento dei Lavoratori e dei Contadini.
I socialisti del premier uscente Ivica Dačić hanno confermato l'alleanza col Partito dei Pensionati Uniti di Serbia e con Serbia Unitaria, partiti coi quali sono coalizzati dal 2008. Solo il Movimento dei Veterani ha abbandonato la coalizione data il disaccordo sulla politica rispetto al Kosovo.
Il Partito Democratico di Serbia (DSS) dell'ex-premier serbo ed ex-presidente jugoslavo Vojislav Koštunica, ha deciso di correre da solo alle elezioni dopo il fallimento delle trattative con Dveri e Partito Radicale Serbo sulla creazione di un Fronte Patriottico opposto alla politica europeista dei principali partiti. Il Movimento dei Veterani esprimerà i propri candidati nel DSS.
Il principale partito d'opposizione il Partito Democratico (DS) ha subito la scissione del suo ex-leader Boris Tadić che in polemica con Đilas ha creato una nuova formazione, il Nuovo Partito Democratico, federatosi ai Verdi di Serbia. Il DS ha deciso di partecipare da sola alle elezioni con la lista "Con il Partito Democratico per una Serbia democratica", che ha ottenuto il supporto del Nuovo Partito, dell'Alleanza Democratica dei Croati in Voivodina, di Serbia Ricca e sindacati.
La federazione Nuovo Partito Democratico-Verdi di Serbia ha invece formato un blocco insieme al partito Insieme per la Serbia, alla Lega dei Socialdemocratici di Voivodina, alla Unione Democratica degli Ungheresi di Voivodina, a Insieme per la Voivodina e alla Sinistra Democratica dei Rom.
Il Partito Liberal-Democratico, dopo il naufragio delle consultazioni pre-elettorali col DS e col NDS, si è alleato con la Comunità Democratica Bosgnacca del Sangiaccato e con l'Unione Socialdemocratica.
Il Partito Radicale Serbo (SRS) di Vojislav Šešelj (che è attualmente processato all'Aja per presunti crimini di guerra commessi nel 1992-93) ha deciso di creare un cartello elettorale con le organizzazioni ultra-nazionaliste Onore Serbo e Movimento Nazionale Serbo "Naši". SRS ha ricevuto l'appoggio del geopolitico russo Aleksandr Dugin e del Movimento Internazionale Eurasiatista.
Le Regioni Unite di Serbia, Dveri, Terza Serbia, l'Alleanza degli Ungheresi di Voivodina, il Partito d'Azione Democratica del Sangiaccato non hanno formato coalizioni e parteciparanno singolarmente alla competizione elettorale.

## Sondaggi
| Istituto    | Periodo             | SNS  | DS   | NDS-ZS | SPS  | DSS | URS | LDP | SRS | Dveri | Altri | Fonte  |
| ----------- | ------------------- | ---- | ---- | ------ | ---- | --- | --- | --- | --- | ----- | ----- | ------ |
| Ninamedia   | 5 febbraio 2014     | 44,7 | 14,1 | N/A    | 12,6 | 7,1 | 3,3 | 4,0 | 3,1 |       | 11,1  | [ 20 ] |
| Faktor Plus | 5–6 febbraio 2014   | 43,0 | 11,6 | N/A    | 13,1 | 7,0 | 2,6 | 5,2 | 2,8 |       | 6,8   | [ 21 ] |
| Ninamedia   | 14 febbraio 2014    | 44,1 | 14,2 | N/A    | 15,1 | 6,1 | 3,1 | 4,7 | 3,4 |       | 9,3   | [ 22 ] |
| Faktor Plus | 15 febbraio 2014    | 41,4 | 10,5 | 7,8    | 13,2 | 7,0 | 2,7 | 5,1 | 2,3 | 3,0   | 7,3   | [ 23 ] |
| Ninamedia   | 16–18 febbraio 2014 | 44,9 | 10,2 | 5,9    | 13,8 | 6,8 | 3,1 | 4,6 | 3   | 2,9   | 4,8   | [ 24 ] |
| Ipsos       | metà febbraio 2014  | 50,1 | 4,2  | 11,8   | 13,2 | 6,8 | 2,8 | 5,1 | 2   | 2,2   | 1,9   | [ 26 ] |
| Informer    | metà febbraio 2014  | 48,8 | 6,1  | 8,6    | 9,4  | 7,8 | 5,3 | 4,7 | 1,4 | 2,9   | 5     | [ 27 ] |
| Faktor Plus | 16 febbraio 2014    | 44,6 | 9,1  | 8      | 13   | 6,8 |     | 5,2 |     |       | 13,2  | [ 29 ] |
| Ninamedia   | 23–25 febbraio 2014 | 45,2 | 9,9  | 6,1    | 13,1 | 7,2 | 3,8 | 4,8 | 2,9 | 3     | 4     | [ 32 ] |
| CeSID       | 22-28 febbraio 2014 | 44   | 7    | 8      | 13   | 5   | 4   | 6   | 3   | 4     | 6     | [ 33 ] |
| Ninamedia   | 22-28 febbraio 2014 | 44,9 | 10,4 | 7      | 13,9 | 6,9 | 3,6 | 4,6 | 2,8 | 3,1   | 2,9   | [ 34 ] |
| Ninamedia   | 6–9 marzo 2014      | 43,3 | 9,7  | 7,3    | 15,1 | 6,4 | 3,8 | 4,5 | 3,5 | 3,1   | 3,3   | [ 36 ] |